# Tattooed Millionaire
Tattooed Millionaire är ett musikalbum med Bruce Dickinson, släppt 8 maj 1990. Det är hans första soloalbum, och släpptes medan han fortfarande var medlem i Iron Maiden.
Under 1989 blev Dickinson tillfrågad av musikförlaget Zomba att göra ledmotivet till skräckfilmen Terror på Elm Street 5, vilket resulterade i låten Bring Your Daughter...To the Slaughter som han spelade in tillsammans med sin vän Janick Gers (som 1990 skulle efterträda Adrian Smith i Iron Maiden). Det inspirerade Dickinson och Gers till att göra ett fullängdsalbum. Iron Maidens skivbolag EMI hade sedan tidigare erbjudit samtliga bandmedlemmar varsitt solokontrakt, om de ville göra ett sidoprojekt. Albumet skrevs tillsammans med Gers på bara två veckor och spelades in under sommaren 1990. Zomba hade köpt Battery Studios i London och Dickinsons soloband fick bli först ut att testa den, tillsammans med producenten Chris Tangarides som hade kontrakt med Zomba och dessutom ingick i Dickinsons umgängeskrets. Tanken var att göra ett lättsammare rock'n'roll-album, i mer rå och nerskalad stil till skillnad från Iron Maidens mer episka och komplexa produktioner. Den efterföljande klubbturnén gjordes också i denna mer nerskalade stil, i jeans och läderjacka istället för spektakulära scenkläder i spandex. Låten som startade projektet utelämnades dock från albumet eftersom Steve Harris ansåg att den skulle sparas till Iron Maiden och den inkluderades i nyinspelning på No Prayer for the Dying senare samma år.

## Låtlista
1. Son of a Gun (Dickinson/Gers) 5:53
2. Tattooed Millionaire (Dickinson/Gers) 4:28
3. Born in '58 (Dickinson/Gers) 3:39
4. Hell on Wheel (Dickinson/Gers) 3:39
5. Gypsy Road (Dickinson/Gers) 4:02
6. Dive! Dive! Dive! (Dickinson/Gers) 4:41
7. All the Young Dudes (Bowie) 3:50
8. Lickin' the Gun (Dickinson/Gers) 3:17
9. Zulu Lulu (Dickinson/Gers) 3:27
10. No Lies (Dickinson) 6:22

### Bonusspår på nyutgåvan 2005
1. Bring your Daughter...to the Slaughter
2. Ballad of Mutt (
3. Winds of Change
4. Darkness Be My Friend
5. Sin City
6. Dive! Dive! Dive! (live)
7. Riding With the Angels (live)
8. Sin City (live)
9. Black Night (live)
10. Son of a Gun (live)
11. Tattooed Millionaire (live)